# Bistum Brugnato
Das Bistum Brugnato (lat.: Dioecesis Brugnatensis) war eine in Italien gelegene römisch-katholische Diözese mit Sitz in Brugnato. 

## Geschichte

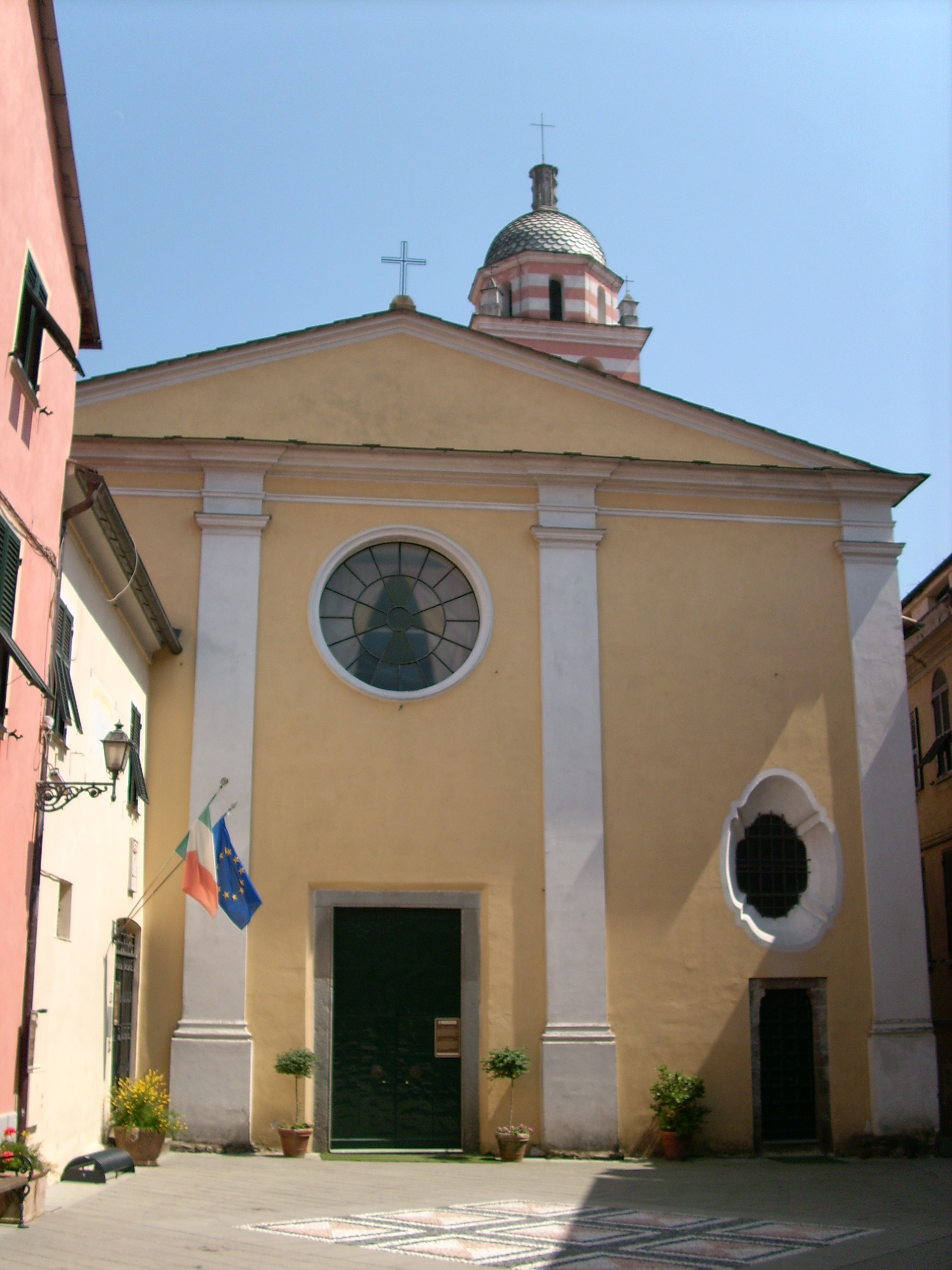
Kathedrale Santi Pietro, Lorenzo e Colombano in Brugnato

Das Bistum Brugnato wurde im Jahre 1133 durch Papst Innozenz II. errichtet. Erster Bischof war Ildebrando.
Am 25. November 1820 wurde das Bistum Brugnato durch Papst Pius VII. mit der Apostolischen Konstitution Sollicita quam dem Bistum Luni und Sarzana angegliedert.
Das Bistum Brugnato war dem Erzbistum Genua als Suffraganbistum unterstellt.